# Opowieść wigilijna (film 1910)
Opowieść wigilijna (ang A Christmas Carol) – amerykański niemy krótkometrażowy film  z 1910 roku. Film powstał na podstawie opowiadania Karola Dickensa pod tym samym tytułem.